# Museu a céu aberto

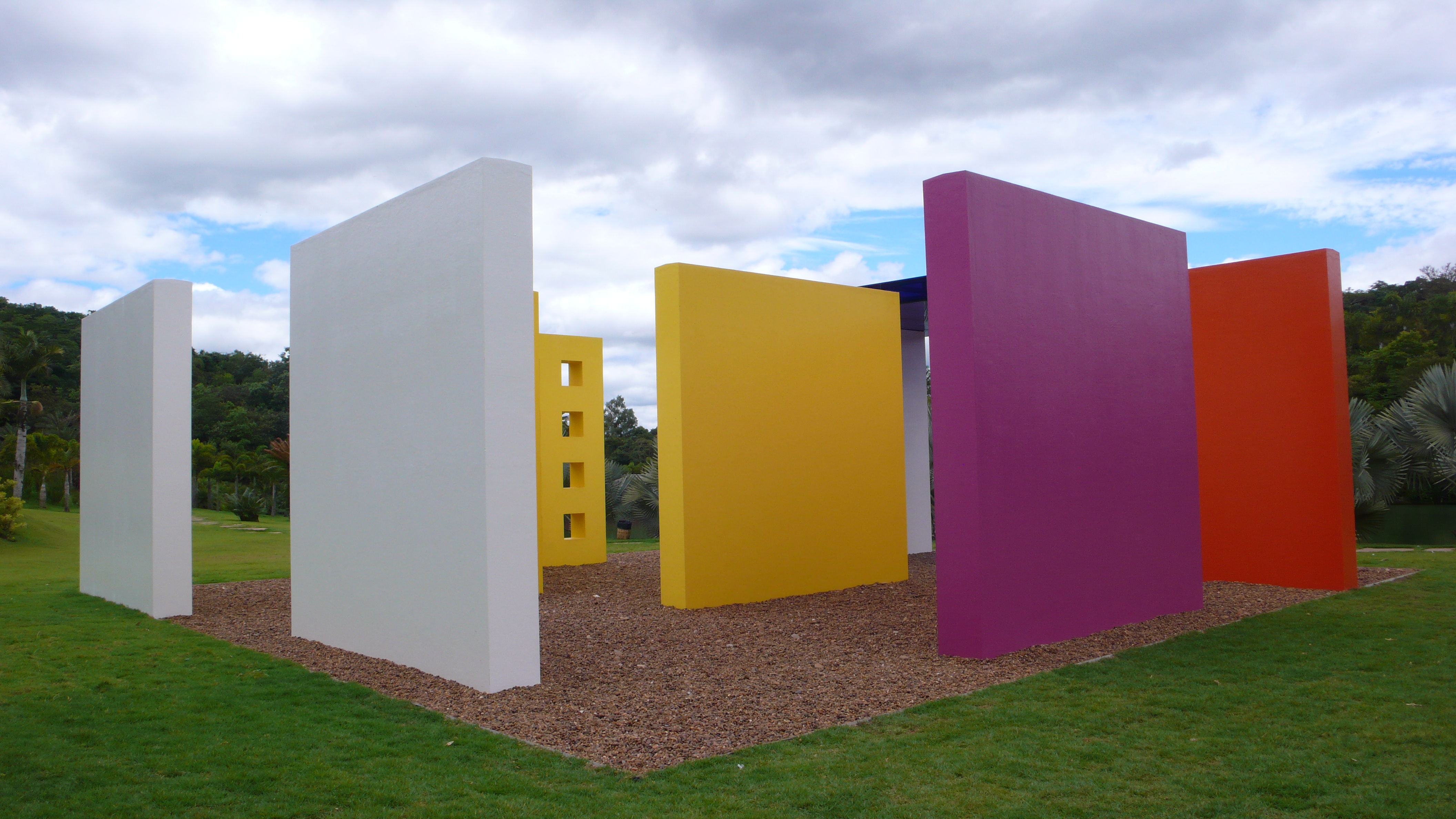
Obra de Hélio Oiticica exposta no Instituto Inhotim em Brumadinho, Minas Gerais, Brasil

Um museu a céu aberto ou museu ao ar livre é um museu ou centro de arte que exibe construções e artefatos de valor artístico que não estão abrigados por um edifício destinado a essa finalidade.

## Definição
Céu aberto, segundo o dicionário Oxford de inglês, é  “a atmosfera não confinada... fora de edifícios…” No sentido mais amplo, um museu a céu aberto é qualquer instituição que inclua um ou mais edifícios em suas coleções, fazendo reconstituições históricas ou reunindo obras de arte não abrigadas em edifícios, sendo este último caso o do Instituto Inhotim.

## Origens

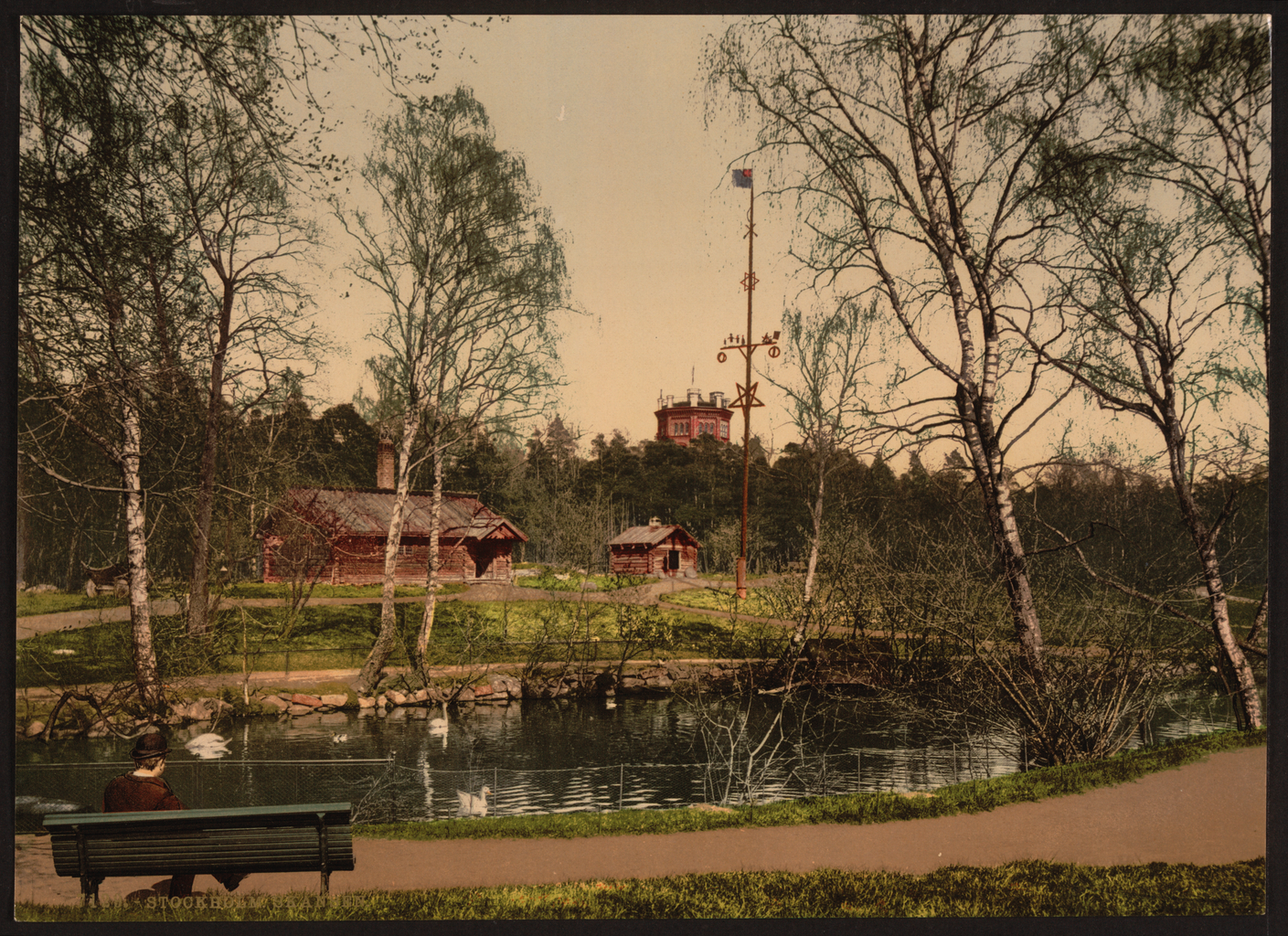
Skansen, na Suécia, inaugurado em 1891, foi o primeiro museu a céu aberto do mundo

A ideia de realização de um museu a céu aberto data da década de 1790, tendo partido do pensador suíço Charles Victor de Bonstetten, baseada numa visita deste a uma exibição de cultura camponesa no parque do Castelo de Frederiksborg na Dinamarca. Ele acreditava que as tradicionais que as tradicionais casas dos camponeses deveriam ser preservadas da modernidade, mas não obteve apoio para a sua ideia.
O primeiro grande passo em direção à criação dos museus a céu aberto foi dado na Noruega em 1867, quando um particular transferiu construções históricas de uma fazenda a um lugar próximo à capital Oslo (à época denominada Christiania) para visitação pública. Isto, por sua vez, inspirou o rei Oscar II da Suécia, a estabelecer sua própria coleção ali próxima, mais tarde herdada pelo Museu Norueguês de História Cultural. O Museu Nórdico foi fundado em Estocolmo, na Suécia, logo em seguida. Em 1891, o primeiro grande museu a céu aberto foi fundado em Skansen, próximo a Estocolmo, como parte do Museu Nórdico. O museu de Skansen incluiu construções rurais de toda a Escandinávia, vestimentas folclóricas, animais vivos, música folclórica, e demonstrações de artesanato. O sucesso obtido em Skansen fez com que a ideia se espalhasse por vários países.
A maioria dos museus a céu aberto concentra-se na cultura rural e/ou colonial. Entretanto há museus como o The Old Town em Aarhus, Dinamarca, fundado em 1914, que também mostram a cultura urbana, enquanto em outros museus desse tipo quarteirões urbanos foram adicionados aos então existentes museus de cultura rural.

## Na América do Norte

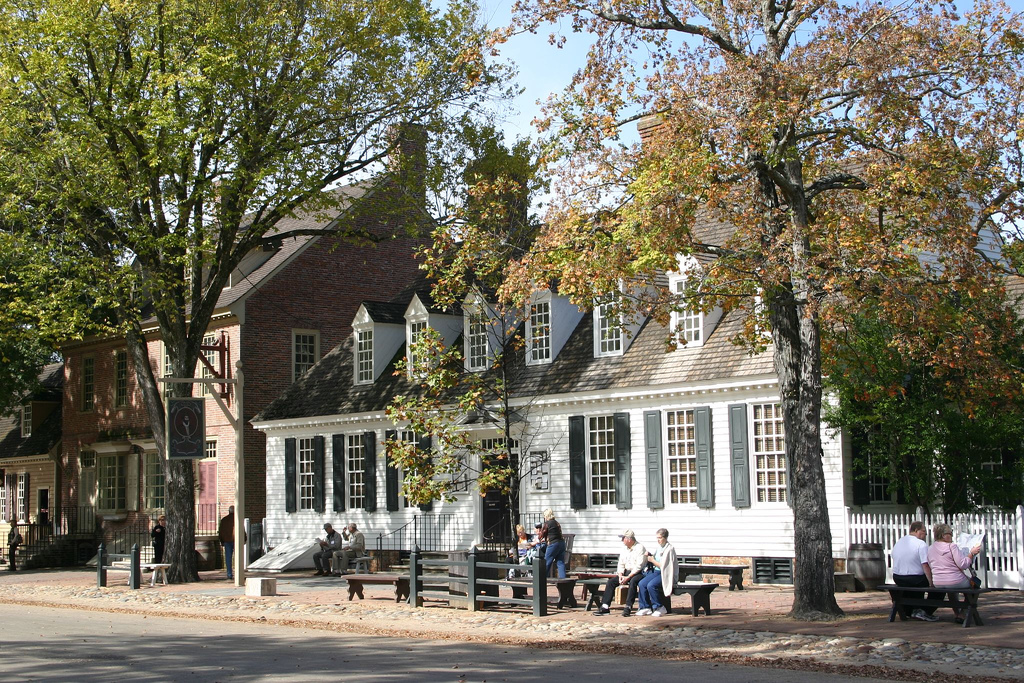
Edificações coloniais no museu de Williamsburg, Virginia, Estados Unidos.

Os museus a céu aberto na América do Norte, também denominados "museu de história viva", têm uma origem diferente e um pouco mais tardia que a de seus congêneres europeus, oferecendo também uma experiência diferente a seus visitantes. A primeira foi Greenfield Village, criada por Henry Ford em Dearborn, Michigan, em 1928, no qual Ford pretendia que sua coleção representasse “uma edição em miniatura da América”.:153
Na América do Norte, muitos museus a céu aberto incluem intérpretes trajados a caráter, com roupas de época, realizando os trabalhos do respectivo período histórico.:154 O "museu vivo" é assim visto como uma tentativa de recriação mais fiel possível de uma cultura, de um ambiente natural ou de um período histórico. O objetivo é a imersão, de forma que os visitantes experimentem a cultura específica, ambiente e período histórico usando os sentidos. As performances as práticas historiográficas foram criticadas pelos estudiosos em antropologia e teatro por muitos anos por criarem uma falsa sensação de autenticidade e precisão, assim como pela negligência no trato de questões espinhosas do passado dos Estados Unidos da América (p.ex., a escravidão e outras formas de injustiça). Mesmo antes da publicação de tais críticas, lugares como Williamsburg e outros começara a adicionar interpretações dificultosas da história.

## No Brasil
O Instituto Inhotim exibe obras de arte contemporânea reunidas por Bernardo Paz a partir da década de 1980, além de acervo botânico, tendo sido formado o instituto em 2002 e aberto ao público em definitivo em 2006.